# Триумф Михаила Строгова
Триумф Михаила Строгова — художественный фильм Виктора Туржанского, снятый по мотивам романа Жюля Верна «Михаил Строгов»; производство Франция-Италия, 1961-й год.

## Описание
Михаил Строгов поддаётся уговорам императрицы и соглашается тайком оберегать её племянника, Сержа де Башенберга, от необдуманных поступков. Молодой неопытный офицер де Башенберг командует отрядом, который принимает участие в походе на Хиву.
По пути в Красноводск Михаил встречает Татьяну, загадочную артистку, которая пытается его соблазнить, а потом старается задержать его в пути, чтобы он не смог принять участие в кампании против Хивы. У Сержа с Мишелем складываются напряжённые отношения.
Какие же планы строит таинственная красавица Татьяна? Кто настоящий враг Михаила Строгова? До чего доведут необузданные амбиции де Башенберга?
Фильм является продолжением картины «Михаил Строгов» итальянского режиссёра Кармине Галлоне 1956 года.

## В ролях
- Курд Юргенс — Михаил Строгов
- Капучине — Татьяна Вольская
- Симон Валер — императрица России
- Пьер Массими — Серж де Башенберг
- Даниэль Эмильфорк — Бен Руф
- Валерий Инкижинов — Бен Амекталь
- Альбер Пьержак — Иван Колинов
- Клод Титре — Игорь Васильев
- Георг Лукан — Хан
- Раймон Жером — Генерал Верёвкин